# Condado de Martín (Texas)
El condado de Martín es uno de los 254 condados estadounidense de Texas. La sede del condado es Stanton. El condado tiene un área de 2.372,43 km²(de los cuales 1 están cubiertos por agua) y una población de 4.746 habitantes, para una densidad de población de 2 hab/km² (según censo nacional de 2000). Este condado fue fundado en 1876.

## Vías principales
- Interestatal 20
- Autopista estatal 137
- Autopista estatal 176
- Autopista estatal 349

## Condados vecinos
- Dawson County  (norte)
- Howard County  (este)
- Glasscock County  (sudeste)
- Midland County  (sur)
- Andrews County  (oeste)
- Gaines County  (noroeste)

## Demografía
Para el censo de 2000, había 4.746 personas, 1.624 cabezas de familia, y 1.256 familias residiendo en el condado. La densidad de población era de 5 habitantes por milla cuadrada. 
La composición racial del condado era:
- 79,01% blancos
- 1,58% negros o negros americanos
- 0,82% nativos americanos
- 0,17% asiáticos
- 16,06% otras razas
- 2,36% de dos o más razas.

Había 1.624 cabezas de familia, de las cuales el 42,70% tenían menores de 18 años viviendo con ellas, el 64,30% eran parejas casadas viviendo juntas, el 9,50% eran mujeres cabeza de familia monoparental (sin cónyuge), y 22,60% no eran familias. 
El tamaño promedio de una familia era de 3,36 miembros. 
En el condado el 33,90% de la población tenía menos de 18 años, el 6,70% tenía de 18 a 24 años, el 26,40% tenía de 25 a 44, el 19,70% de 45 a 64, y el 13,30% eran mayores de 65 años. La edad promedio era de 32 años. Por cada 100 mujeres había 95,60 hombres. Por cada 100 mujeres mayores de 18 años había 92,70 hombres. 

### Evolución demográfica
A continuación se presenta una tabla que muestra la evolución de la población entre 1900 y 1990
| Año        | 1900 | 1910 | 1920 | 1930 | 1940 | 1950 | 1960 | 1970 | 1980 | 1990 |
| ---------- | ---- | ---- | ---- | ---- | ---- | ---- | ---- | ---- | ---- | ---- |
| Habitantes | 332  | 1549 | 1146 | 5785 | 5556 | 5541 | 5068 | 4774 | 4684 | 4956 |

## Economía
Los ingresos medios de una cabeza de familia del condado eran de USD$31.836 y el ingreso medio familiar era de $35.965. Los hombres tenían unos ingresos medios de $29.360 frente a $19.063 de las mujeres. El ingreso per cápita del condado era de $15.647. El 14,90% de las familias y el 18,70% de la población estaban debajo de la línea de pobreza. Del total de gente en esta situación, 23,90% tenían menos de 18 y el 17,10% tenían 65 años o más. 

## Localidades
- Lenorah (no incorporada)
- Stanton
- Tarzan (no incorporada)